# Сорока, Василий Илларионович
Васи́лий Илларио́нович Соро́ка (укр. Василь Ларіонович Сорока, 1902, Одесская область — 15.11.1967, Одесса) — Герой Советского Союза, участник Великой Отечественной войны, гвардии красноармеец, командир отделения 107-го гвардейского стрелкового полка.

## Биография
Родился в 1902 году в селе Пасицелы (ныне — Балтского района Одесской области Украины). Украинец. С пятнадцати лет работал на маслозаводе, затем грузчиком на железнодорожной станции Котовск, с 1936 года — на сталепрокатном заводе имени Дзержинского в Одессе.
В 1941 году призван в Красную Армию. Воевал на Юго-Западном фронте. В октябре 1941 года был ранен и попал в плен. Содержался в концентрационном лагере Бузэу. В 1944 году при приближении фронта бежал из концлагеря. В августе того же года вновь призван в Красную Армию. В действующей армии с октября 1944 года. В составе 107-го гвардейского стрелкового полка 34-й гвардейской стрелковой дивизии 4-й гвардейской армии 3-го Украинского фронта участвовал в освобождении Венгрии, форсировал Дунай.
В конце декабря 1944 года в Будапеште советскими войсками была окружена крупная группировка противника. На помощь ей из района озера Балатон было брошено несколько вражеских танковых дивизий. Задачей 4-й гвардейской армии было связать боями атакующие войска противников и не допустить их прорыва к будапештской группировке.
30 декабря 1944 года 3-й батальон 107-го гвардейского стрелкового полка, ведя бой по улучшению своих позиций, ворвался на станцию Банхида и был атакован с двух сторон превосходящими силами пехоты и танков противника. Батальон вынужден был оставить станцию, а группа в 28 человек во главе с гвардии лейтенантом Паниным оказалась отрезанной от своего подразделения и закрепилась в двухэтажном доме. В первый же час боя Панин был убит, и командование группой принял на себя гвардии старший сержант Стариков М. С. Под его руководством бойцы вели в течение пяти дней бои с атаковавшим со всех сторон противником. За это время группа отбила 40 вражеских контратак, подбила один танк, сожгла три бронетранспортёра и истребила более 70 солдат и офицеров неприятеля. Гвардии красноармеец Сорока во главе своего отделения, составленного из вернувшихся из плена бойцов, защищал северную сторону здания, которую противник практически развалил огнём артиллерии. Благодаря жёсткой дисциплине, установленной в отделении В. И. Сорокой, и его умелому руководству все атаки противников были успешно отбиты.
3 января, воспользовавшись туманом, противник подвёл к дому бронетранспортёр с установленными на нём автоматической пушкой и пулемётом. Под его прикрытием в атаку пошли немецкие пехотинцы. Гвардии красноармеец Сорока пополз навстречу бронетранспортёру и, подобравшись вплотную, бросил одну гранату в кузов, а вторую в гусеницу. Автоматчики открыли по нему огонь и стали преследовать. Отстреливаясь от немцев, Сорока убил несколько пехотинцев, а когда укрылся за углом здания, гранатой уничтожил ещё троих. В итоге вылазки была выведена из строя пушка, подбит бронетранспортёр и убито семеро фашистов.
В ночь на 4 января на позиции отделения противник предпринял массированное наступление. Сочетая артиллерийский и ружейный огонь, противники приблизились к дому и забросали комнаты, в которых находилось отделение Сороки, дымовыми шашками и бачками с горючей смесью, после чего бросились напролом к двери. Несмотря на сильные ожоги, В. И. Сорока вместе с пулемётчиком Могилевичем огнём и в рукопашной схватке вынудили немцев отступить и удержали позицию. В ночь на 5 января 1945 года по приказу командования, группа, забрав всех раненых, отошла.
Указом Президиума Верховного Совета СССР от 29 июня 1943 года за мужество, отвагу и героизм, гвардии красноармейцу Сороке Василию Илларионовичу присвоено звание Героя Советского Союза с вручением ордена Ленина и медали «Золотая Звезда».
В дальнейшем В. И. Сорока продолжал участвовать в боях. 13 апреля 1945 года в бою под Веной он был тяжело ранен и направлен в госпиталь. После излечения вернулся в свой полк.
После войны демобилизован. Жил в Одессе. Работал на сталепрокатном заводе.
Награждён орденом Ленина, медалями, в том числе 2 - Медаль «За отвагу»
Умер 15 ноября 1967 года. Похоронен в Одессе.